# Бобруйский кожевенный комбинат
ОАО «Бобруйский кожевенный комбинат» (бел. ААТ «Бабруйскі гарбарны камбінат») — белорусское предприятие по выделке кож, расположенное в Бобруйске Могилёвской области.

## История
В 1960 году было принято решение о строительстве Бобруйского кожевенного комбината, в ноябре 1961 года началось строительство предприятия. Первая очередь комбината была введена в эксплуатацию в 1965 году. В 1965 году было произведено 64 млн дм² хромовых кожаных товаров. В 1971 году введена в эксплуатацию вторая очередь комбината. Комбинат подчинялся Министерству лёгкой промышленности Белорусской ССР (с 1991 года — Республики Беларусь). В 1978 году комбинат был переименован в честь «60-летия Великого Октября». В 1991—1994 годах комбинат был арендным предприятием, в январе 1994 года преобразован в открытое акционерное общество. С 1992 года комбинат входит в состав концерна «Беллегпром». По состоянию на 1995 год на предприятии насчитывалось 6 основных цехов.

## Современное состояние
Предприятие выпускает кожтовары (кожу подкладочную, одёжную, краст, из спилка, для верха обуви и галантерейных изделий) из шкур различных животных, а также жир, клей и мыло из отходов производства, и товары народного потребления. В 2015 году доля государства на предприятии составляла 18,02%, в 2019 году — 22,61% (в т. ч. 17,05% — республиканская собственность, 5,39% — областная собственность, 0,17% — городская собственность).
В 2020 году началось рассмотрение дела о банкротстве комбината по заявлению «Могилёвоблводоканала». 28 декабря 2020 года экономический суд Могилёвской области принял дело к рассмотрению и установил для комбината защитный период до 3 марта 2021 года.
22 декабря 2023 года определением экономического суда Могилевской области утверждено мировое соглашение между должником – ОАО «Бобруйский кожевенный комбинат» и конкурсными кредиторами в рамках дела об экономической несостоятельности. За данное решение проголосовало более 50% конкурсных кредиторов, включенных в реестр требований кредиторов, в том числе все конкурсные кредиторы, чьи требования обеспечены залогом.
Мировое соглашение заключено на условиях отсрочки и рассрочки исполнения обязательств предприятия ОАО «Бобруйский кожевенный комбинат» перед его кредиторами в соответствии с предусмотренным соглашением графиком погашения задолженности. Задолженности по уплате налоговых платежей и выплате заработной платы общество не имеет.  
Производство по делу об экономической несостоятельности ОАО «Бобруйский кожевенный комбинат» прекращено судом.